# Mojmír Chytil
Mojmír Chytil, né le 29 avril 1999 à Skalka en Tchéquie, est un footballeur international tchèque qui évolue actuellement au poste d'avant-centre au Slavia Prague.

## Biographie

### Sigma Olomouc
Né à Skalka en Tchéquie, Mojmír Chytil est formé par le Sigma Olomouc, et c'est avec ce club qu'il commence sa carrière professionnelle. Il joue son premier match lors d'une rencontre de championnat le 14 décembre 2018, contre le FC Baník Ostrava. Il entre en jeu et les deux équipes se neutralisent ce jour-là.
Le 20 février 2020, il prolonge son contrat avec son club formateur jusqu'en 2023. Trois jours plus tard il inscrit son premier but en professionnel face au Sparta Prague, en championnat. Titulaire ce jour-là, son but permet à son équipe de s'imposer (1-0 score final). Il est par ailleurs salué pour sa prestation ce jour-là, où il a fait forte impression devant plusieurs observateurs.

### En sélection
Mojmír Chytil compte deux sélections avec l'équipe de Tchéquie des moins de 20 ans, toutes deux obtenues en 2019.
En novembre 2022, Mojmír Chytil est convoqué pour la première fois avec l'équipe nationale de Tchéquie. Il honore sa première sélection lors de ce rassemblement, le 16 novembre 2022, lors d'un match amical face aux Îles Féroé. Titulaire, il marque trois buts en moins de 10 minutes, participant ainsi à la victoire de son équipe (5-0), et devenant ainsi le premier joueur tchèque à réussir un coup du chapeau lors de son premier match international. 
Il est retenu dans la liste des 26 joueurs tchèques du sélectionneur Ivan Hašek pour participer à l'Euro 2024. Remplaçant lors des deux premiers matchs (Portugal et Géorgie), il sera titulaire lors du dernier match de poules contre la Turquie mais sera éliminé avec son équipe dès le premier tour.  